# Gerichtsbezirk Dobczyce
Der Gerichtsbezirk Dobczyce war ein dem Bezirksgericht Dobczyce unterstehender Gerichtsbezirk im Kronland Galizien und Lodomerien. Er umfasste Gebiete im Westen Galiziens. Zentrum und Gerichtssitz des Gerichtsbezirks war die Stadt Dobczyce. Nach dem Ersten Weltkrieg musste Österreich den gesamten Gerichtsbezirk an Polen abtreten. Das Gebiet ist heute Teil der Woiwodschaft Kleinpolen.

## Geschichte
Nachdem im Juni 1849 die allgemeinen Grundzüge der Gerichtsverfassung in den Kronländern durch Kaiser Franz Joseph I. genehmigt worden waren, legten die Ministerien des Inneren, der Finanz und der Justiz 1854 die neue Verwaltungs- und Justizeinteilung fest. Auf oberster Ebene wurden die beiden Verwaltungsgebiete Krakau (Westgalizien) und Lemberg (Ostgalizien) geschaffen, darunter folgten die Kreise und die Bezirke. Bei den Bezirksämtern handelte es sich vorerst um gemischte Behörden, denen Aufgaben der Politik, Verwaltung und Justiz zukamen. Die Bezirksgerichte waren dabei Teil der Bezirksämter und der Gerichtsbezirk deckungsgleich mit dem Verwaltungsbezirk.
Die Errichtung dieser gemischten Bezirksämter wurde schließlich per 29. September 1855 amtswirksam, wobei der Bezirk bzw. Gerichtsbezirk Dobczyce aus den Gemeinden Boczów, Bojanczyce, Brzezowa mit Targoszyna, Brzozowa, Bukownik mit Dąbie, Czasław mit Wzary, Dąbrowica mit Chorostowa und Podegrodzie, Dobczyce, Droginia mit Banowice, Glichów mit Czermin, Grabie, Gruszów, Jerzmanowa mit Kobielnik, Kamyk, Kawec, Kędzierzynka, Kepanów, Kobylec, Komorniki, Kornatka mit Burletka, Krzeslawice mit Kwassowice, Krzyworzeka, Lapanow, Łęki, Lipnik, Lubomirz, Mierzyn mit Kwapinka, Niezdów, Osieczany, Podolany, Poręba, Poznachowice Dolne, Poznachowice Górne, Raciechowice mit Sosnowa, Rdzawa, Sawa, Skrzynka, Stadniki, Stare Rybie, Strzyżowa, Tarnawa, Trzemeśnia, Ubrzeż, Uznańskie, Węglówka, Wieniec mit Podegrodzie, Wieruszyce, Wiśniowa, Wola Wieruszycka, Wolica, Zagórzany mit Wola Zręczycka, Zalesiany, Zasań, Zbydniów mit Podjasień und Ujazd, Zegartowice mit Bigoszówka, Żerosławice und Zręczyce gebildet wurde. Im Gerichtsbezirk lebten dabei zu dieser Zeit 20.956 Menschen auf einer Fläche von 4.6 Quadratmeilen. In den Justizbereichen Verbrechen und Vergehen unterstand der Gerichtsbezirk dem Bezirksamt bzw. Bezirksgericht Bochnia, zuständiger Gerichtshof erster Instanz wurde das Kreisgericht Tarnów. Daneben existierte noch eine Einteilung in Kreise, wobei der Bezirk Dobczyce gemeinsam mit den Bezirken Bochnia, Brzesko, Niepołomice, Podgorze, Radłów, Wieliczka, Wisnicz und dem Woynicz den Kreis Bochnia bildete.
Nachdem die Kreisämter Ende Oktober 1865 abgeschafft wurden und deren Kompetenzen auf die Bezirksämter übergingen, schuf man nach dem Österreichisch-Ungarischen Ausgleich 1867 auch die Einteilung des Landes in zwei Verwaltungsgebiete ab. Zudem kam es im Zuge der Trennung der politischen von der judikativen Verwaltung zur Schaffung von getrennten Verwaltungs- und Justizbehörden. Während die gerichtliche Einteilung weitgehend unberührt blieb und die „reinen“ Bezirksgerichte per 28. Februar 1867 ihren Dienst aufnahmen, fasste man Gemeinden mehrerer Gerichtsbezirke zu Verwaltungsbezirken zusammen. Dadurch wurde der Gerichtsbezirk Dobczyce 1867 Teil verschiedener Bezirkshauptmannschaften. Während der Großteil des Gerichtsbezirks Teil des Bezirks Wieliczka wurde, kamen die Gemeinden Boczów, Brzezowa Zuk, Dombrowice mit Chrostowa, Grabie, Podegrodzie, Kopanow, Kobylec, Kamyk, Łapanów, Lubomirz, Rdzawa, Tarnawa, Ujazd, Ubrzez, Wieruszyce, Wola Wieruszycka, Wolica, Wieniec, Zbydniow mit Podjasien an den Bezirk Bochnia, die Gemeinden Droginia mit Banowice, Łęki, Osieczany, Poremba, Trzemeśnia an den Bezirk Myślenice und die Gemeinden Stare und Rybie an den Bezirk Limanowa. Im Gegensatz zu anderen Kronländern, waren durch diese Bestimmungen Gerichtsbezirke auf mehrere politische Bezirke verteilt worden. Um diese Situation zu bereinigen, kam es 1878 zu einer umfassenden Gebietsreform der Gerichtsbezirke, wobei der Gerichtsbezirk Dobczyce die im Bezirk Bochnia liegenden Gemeinden per 1. August 1878 an die Gerichtsbezirke Bochnia und Wiśnicz abtreten musste. Die im Bezirk Myślenice liegenden Gemeinden gingen zudem zusammen mit der Gemeinde Zasań an den Gerichtsbezirk Myślenice, die im Bezirk Limanowa liegenden Gemeinden an den Gerichtsbezirk Limanowa. Im Gegenzug erhielt der Gerichtsbezirk Dobczyce die Gemeinden Bielczyce, Dziekanowice, Falkowice, Gdów, Grzybowa ad Gdów, Hucisko, Kunice I. und II. Theil, Niżowa, Nowa Wieś, Rudnik, Sieraków, Winiary und Zbyszkówka ad Sieraków vom Gerichtsbezirk Wieliczka sowie die Gemeinde Lipas vom Gerichtsbezirk Niepołomice. In der Folge lag der Gesamte Gerichtsbezirk Dobczyce im Bezirk Wieliczka.
Der Gerichtsbezirk Dobczyce bestand bei der Volkszählung 1900 nach den vorangegangenen Gebietsveränderungen und Gemeindezusammenlegungen aus den 45 Gemeinden bzw. 38 gleichnamigen Gutsgebieten Bielczyce, Bojanczyce, Brzezowa, Czasław, Dobczyce, Dziekanowice, Fałkowice, Gdów, Glichów, Gruszów, Hucisko, Kawec, Kędzierzynka, Kobielnik, Komorniki, Kornatka, Krzesławice, Krzyworzeka, Kunice, Lipas, Lipnik, Mierzeń, Nizowa, Nowa Wieś, Podolany, Poznachowice Dolne, Poznachowice Górne, Raciechowice, Rudnik, Sawa, Sieraków, Skrzynka, Stadniki, Stryszowa, Węglówka, Winiary, Wiśniowa, Zagórzany, Zalesiany, Zegartowice, Żerosławice und Zręczyce. Hatte die Bevölkerung 1890 noch 24.174 Menschen umfasst, so lebten hier 1900 23.527 Menschen. Auf dem 161,27 km² großen Gebiet lebten dabei fast ausschließlich Menschen mit polnischer Umgangssprache und römisch-katholischem Glauben. Hinzu kamen einige Juden, insbesondere in Dobczyce und Gdów.